# Равлик великий строкатий
Равлик великий строкатий (Helix lucorum Linnaeus, 1758)  — вид наземних молюсків класу Черевоногих (Gastropoda) підкласу легеневих (Pulmonata) родини справжніх равликів (Helicidae).

## Опис черепашки
У дорослих особин висота черепашки коливається переважно в діапазоні від 40 до 50 мм, а її ширина (діаметр) — від 41 до 52 мм. Має близько 4–4,5 обертів. Черепашка кулясто-дзигоподібна. Сильно відгорнутий колумелярний край устя повністю закриває пупок або залишає вузьку щілину. Поверхнева скульптура представлена радіальними зморшками та густими спіральними лініями, добре помітними при 10-кратному збільшенні. На відміну від Helix pomatia, в якого спіральні лінії на останньому оберті можуть ставати малопомітними через дуже грубі радіальні зморшки, у H. lucorum вони, зазвичай, залишаються добре помітними. У молюсків з гірського Криму забарвлення дуже характерне — є чітко виражені радіальні (не спіральні, як в інших видів!) темні смужки, як правило, пов'язані з місцями тимчасової призупинки росту черепашки. У дорослих особин остання з цих радіальних смуг знаходиться близько від краю устя. Спіральні темні смуги в таких особин можна помітити, як правило, лише на верхніх обертах. Крім того, останнім часом на півдні України зареєстровано декілька інтродукованих колоній іншої форми H. lucorum, яка відрізняється відсутністю радіальних темних смуг і наявністю дуже широких та темних спіральних смуг. Останні часто частково або повністю зливаються між собою, залишаючи лише вузьку світлу смужку на периферії (відповідає проміжку між третьою і четвертою смугами).

## Можливі помилки у визначенні
Темні радіальні смужки можна помітити інколи в інших видів роду Helix. Зокрема, це можна спостерігати на черепашках Helix pomatia в біотопах, де процес росту черепашки часто призупиняється (наприклад, через посуху). Проте в жодному випадку не утворюються такі широкі та контрастні радіальні смуги, як у H. lucorum. Темно забарвлені черепашки H. lucorum без радіальних смуг можуть дещо нагадувати темно забарвлені черепашки Helix albescens. Проте останній вид легко впізнати по непропорційно широких обертах ембріональної черепашки. Є також деякі відмінності у поверхневій скульптурі черепашок.

## Розповсюдження
Розповсюджений переважно на півдні Європи (Апенінський та Балканський півострови), в Малій Азії, Сирії, Ірані та на Кавказі. На території України зустрічається переважно в гірського Криму (ендемічний підвид Helix lucorum taurica Kryn., 1836 — форма з добре вираженими темними радіальними смугами на черепашці). Припускають, що цей вид міг бути колись завезений до Криму людьми, наприклад, ще грецькими колоністами (Пузанов, 1925). Відомо також декілька інтродукованих популяцій на півдні України поза межами гірського Криму (інша форма — див. вище). Занесений до Червоної книги України (2009).

## Загрози та охорона
Найбільш впливовим фактором, що викликає зниження чисельності, є неконтрольоване масове комерційне збирання равликів у природі. Інша причина, що помітно відбивається на чисельності, — це самовільне вирубання на дрова лісосмуг, які служать місцем перебування цих равликів.

## Екологія
Політопний вид, може заселяти широкий спектр біотопів — від відкритих ділянок до лісів (Шилейко, 1978). Зустрічається також в населених пунктах або їх околицях.